# Керн, Мартин
Мартин Керн (Martin Kern; род. 1962, Германия) — американский китаевед, специалист по древнему и средневековому Китаю, а также классической китайской литературе, с особым вниманием к поэзии.
Доктор философии (1996), профессор Принстонского университета, член Американского философского общества (2015). Стипендиат Гуггенхайма (2018).
Окончил Кёльнский университет, где получил степени магистра (1992) и доктора философии Dr. phil. (1996) по синологии, в 1987-89 гг. студент по обмену Пекинского университета. Преподавал в Вашингтонском (1997—1998) и Колумбийском (1998—2000) университетах. С 2000 года в Принстоне: ассистент-профессор, с 2003 года ассоциированный профессор, с 2005 года профессор, именной (Zeluck Professor, первый в этой должности) с 2013 года — китайской литературы — и с того же года заведующий кафедрой восточноазиатских штудий. С 2010 года соредактор журнала T'oung Pao.